# こずみっしょん!
『こずみっしょん!』は、榛名まおによる日本の4コマ漫画作品。芳文社の月刊雑誌『まんがタイムきららMAX』にて2011年4月号から2014年4月号にかけて連載された。

## 作品概要
友達いない歴＝年齢な真木鈴子に高校で初めてできた友達星垣臣美は、実は宇宙人だった・・・。超常現象を解明する不思議解明部を舞台に送る、少し変わった日常生活を描いた4コマ漫画作品。

## 主な登場人物
真木 鈴子（まき すずこ）
本作の主人公。
友達いない歴＝年齢だったが、高校に入ってようやく友達ができる。
ふとしたきっかけで、超常現象の解明を目的とする変な部活不思議解明部（略して不解部）に入ることに。
知らない人と話すと挙動不審になるが、知り合いとはそれなりに話せるようになってきた様子。
孤独だった頃に中二病をこじらせ、廃獄のバルベリトという魂の真名を持つ。
たまに中二病とぼっちをぶり返す。
星垣 臣美（ほしがき おみみ）
鈴子の生まれて初めての友達。実は宇宙人。地球の惑星調査任務を遂行中だが、鈴子にバレてしまう。
監視も兼ねて不解部に入ることに。
見た目はごく普通の少女で年齢的にもその通りなのであるが、最高学府を出て特殊な訓練を受けたエリートである。
獣耳のような埋め込み（インプラント）型の万能ガジェットを頭に付けている。
樺山 奈央（かばやま なお）
不思議解明部、通称不解部の創設者であり、部長。学院一の変人。
理事長の孫娘だがあまり愛されているようでもなく、部室にも体育倉庫しか与えてもらえなかった。
オカルトに強い興味を持っているにもかかわらず、部室で起こる怪現象にも全く気付かないほどにオカルトセンスはゼロである。
黒瀬 ハナ子（くろせ ハナ子）
奈央の幼馴染で、不解部のメンバー。奈央が人に迷惑をかけないようにするための監視役を自称している。
一般常識人であるが、実は除霊もできるその道の人らしい。
奈央のことは通常「奈央」と呼ぶが、バカにする時は「バカ山」と呼ぶ。
並河 茜音（なみかわ あかね）
不解部の顧問。担当教科は理科。
奈央が勝手に顧問として創部申請したが、実はUFO研究で家庭をないがしろにした父の影響で極度のオカルト嫌い。
オカルトを否定するため科学の勉強をした結果、理科の先生になるほど。
ほわほわして優しい感じの先生であるが、オカルトに対してはとても厳しい。
嗚咽するシミ（おえつするシミ）
学院七不思議の1つ。不解部部室の壁のシミで、時折嗚咽する。
奈央にはただのシミと騒音としか認識されていないが、歴とした怪奇現象。
キャラ紹介もされるまさに準レギュラー。

## 単行本
1. 第1巻（2012年11月27日発売、2012年12月12日初版発行）ISBN 978-4-8322-4232-6
2. 第2巻（2014年4月26日発売、2014年5月11日初版発行）ISBN 978-4-8322-4432-0